# Avenida Fátima
La Avenida Fátima es una de las principales avenidas de la ciudad de Trujillo, ubicada en la costa norte peruana. Esta avenida se ubica entre los barrios residenciales de La Merced y California. Además, se puede encontrar clínicas, la Parroquia Nuestra Señora de Fátima, el colegio Claretiano, la sede de la AFP Integra, panaderías y pastelerías como Dulcinelly, farmacias como Inkafarma y Mifarma, así como el centro comercial Real Plaza.

## Recorrido
La avenida conecta la avenida Larco y la Panamericana Norte o también llamada Vía de Evitamiento de Trujillo. Además, la avenida cuenta con áreas verdes y una ciclovía que se conecta con la ciclovía de la Avenida Húsares de Junín.

## Transporte público
La línea A del Corredor California
- Datos: Q111590284